# Germaine Veyret-Verner
Pour les articles homonymes, voir Veyret.
Germaine Veyret-Verner, née Germaine Verner le 17 septembre 1913 à Saint-Thibaud-de-Couz (Savoie) et morte le 12 août 1973 à La Tronche (Isère), est une géographe française. Elle est une des premières femmes professeure d'université en France et est reconnue pour son travail important sur les Alpes et leurs mutations, ainsi que pour son rôle dans le développement de la géographie et sa reconnaissance internationale autour de l'Institut de géographie alpine à Grenoble et de la Revue de géographie alpine.

## Biographie
Germaine Verner est la fille unique d'un ménage d'instituteurs savoyards ; elle étudie au lycée de jeunes filles de Chambéry de 1924 à 1931 sous la houlette de Anne Dorne, qui entretient des liens avec l'Institut de Géographie Alpine. Elle l'incite à rentrer à la Faculté des Lettres de Grenoble,,, où elle devient l'« élève et fille spirituelle de Blanchard ».
En 1932, Germaine Verner intègre l'Institut de Géographie Alpine.
En 1937, elle réalise pour son DES une étude sur « l'Agriculture du Grésivaudan », publiée dans la Revue de Géographie Alpine (R.G.A). Elle enseigne ensuite en lycée à Valence, Gap et Chambéry, avant d'entrer en 1940 au CNRS en tant que chercheuse,. Elle obtient alors un financement pour sa recherche doctorale.
En 1948 elle soutient une thèse portant sur « L'Industrie des Alpes françaises », devant un jury qui comprend les recteurs André Allix (son directeur de thèse,) et Jules Blache, les doyens Raoul Blanchard (géographe), Jean-Marcel Jeanneney (économiste), Robert Latouche (historien), et Maurice Pardé,. Elle est la deuxième femme en France, peu après Jacqueline Beaujeu-Garnier, à obtenir un doctorat d’État en géographie. Raoul Blanchard dit à son sujet : « On ne peut que louer toute sorte de brillantes qualités : la sûreté de l'information, le caractère judicieux, raisonnable, des idées directrices, la sobriété des développements, la vigueur des formules et des expressions... la souplesse du plan dans l'ensemble comme dans le détail. Au total tout cela fait un beau livre, qui fait honneur à la maison, qui sera utile aux géographes et même, rare mérite, sera à même d'intéresser le plus moyen des Français »,.

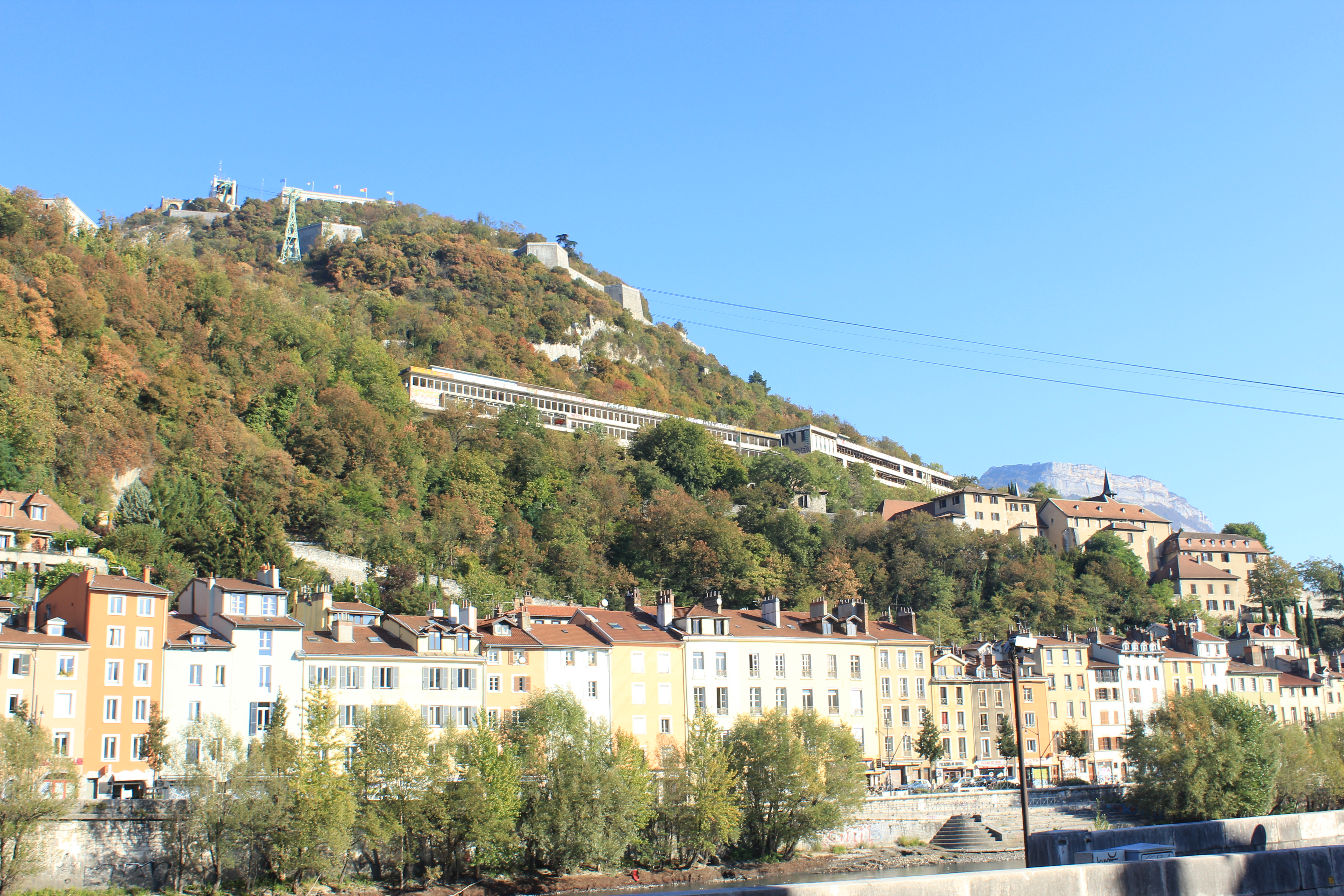
La Bastille à Grenoble sur le massif montagneux de la Chartreuse, avec au centre, les anciens bâtiments universitaires du Rabot et la résidence étudiante du même nom.

En 1949 elle reprend le poste de Max Derruau, parti à Clermont-Ferrand, et est nommée professeure de géographie à la faculté des lettres de Grenoble, ce qui en fait la seconde femme, à la suite de Jacqueline Beaujeu-Garnier à Lille, à accéder à cette fonction. D'après Paul Veyret, « dans l'essor que l'Institut de Géographie Alpine a connu pendant cette période, une part considérable revient à son enseignement, appuyé sur des recherches originales en Géographie humaine et régionale. ». Elle est promue en 1953 en obtenant une chair personnelle.
En 1954, Germaine Veyret-Verner et Paul Veyret prennent la direction de la Revue de Géographie Alpine (R.G.A), à la suite de Raoul Blanchard, rôle que Germaine Veyret-Verner prend particulièrement à cœur. Elle oriente la revue vers des questions économiques, démographiques et politiques. D'après Anne Sgard, « l'objectif est clair : le géographe est dans la cité, il doit expliquer, suggérer, conseiller, se faire entendre ; et Germaine Veyret s'y emploie activement, conservant par ailleurs les relations avec le monde politique et industriel nouées par Blanchard » .
Germaine Veyret-Verner est présidente de la Commission du Comité national français de géographie (CNFG) de géographie industrielle de 1961 à 1968, puis présidente de la Commission de Géographie urbaine du Comité national de géographie de 1969 à 1972,,. Elle participe également activement aux travaux et aux congrès de l'Association Internationale des Experts Scientifiques du Tourisme, dont elle préside la section française.
Réputée pour sa grande compétence et son engagement envers ses étudiants,,, elle est avec son mari à l'origine de la création de l’Institut de Géographie Alpine sur le flanc du Rabot (versant de la Bastille) en 1961. Elle est étroitement associée au rayonnement de l'Institut et de la Revue de Géographie Alpine,,.
Germaine Veyret-Verner est membre du groupe de Grenoble de l'Association française des femmes diplômées des Universités,.

## Travaux
Germaine Veyret-Verner travaille tout d'abord sur les questions alpines en géographie régionale avant d'étendre ses réflexions à l'ensemble des territoires. Elle travaille ainsi sur les questions d'agriculture et d'industrie, avant de se spécialiser sur les questions de population, d'urbanisme, de tourisme et d'aménagement.
La géographie de la population, à la fois dans les Alpes et de manière générale, constitue une part importante de ses travaux. Elle analyse ainsi dans les Alpes l'exode rural qui paraît mener à l'abandon de la montagne; dans le monde, l'extraordinaire croissance de population qui suit la Seconde Guerre mondiale. Elle crée un indice, l'indice de vitalité, qui met l'accent sur la composition de la population par tranches d'âges et la fécondité rectifiée.

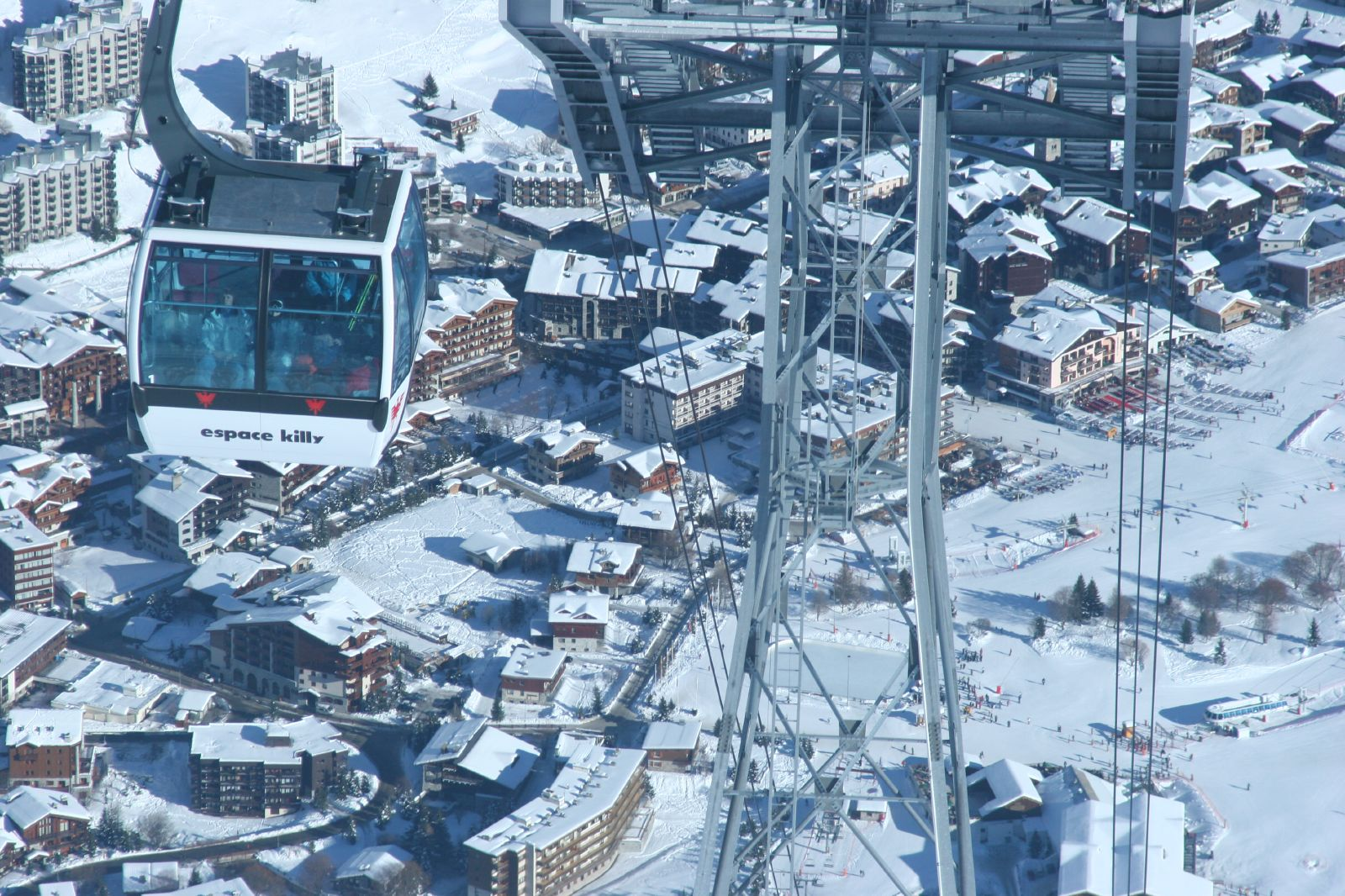
La station de Val-d'Isère

Germaine Veyret-Verner s'intéresse également à la question du tourisme dès 1956, où elle publie « Le tourisme au secours de la montagne : l'exemple de Val-d'Isère ». En 1959, dans son article « La deuxième révolution économique et démographique des Alpes du Nord : les sports d'hiver. », elle théorise les liens entre tourisme de sport d'hiver et démographie des territoires de montagne : pour elle, le tourisme est moins une activité indépendante que le moyen de maintenir ou de rappeler en montagne les hommes qui la désertent, en leur assurant une vie décente.
Dans les années 1960, la croissance urbaine généralisée l'amène à s'intéresser à la géographie urbaine. S'appuyant sur les exemples alpins, Germaine Veyret-Verner remet en cause l'idée d'une généralisation hâtive du phénomène et prend la défense des petites et moyennes villes contre un excès de métropolisation.
Ces réflexions l'amènent à s'impliquer dans les questions d'aménagement du territoire. Elle s'investit ainsi dans l'organisation du IIe Congrès d’Économie Alpine, tenu à l'Institut de Géographie Alpine du 18 au 21 avril 1963, participe au Comité d'Expansion économique de l'Isère et au bureau du Comité régional, et prend une part active à la préparation des Ve et VIe plans en matière de tourisme. L'article « Aménager les Alpes : Mythes et réalités » synthétise son apport théorique sur le sujet.

## Vie familiale et fin de vie
Germaine Veyret-Verner épouse en 1938 à Challes-les-Eaux Paul Veyret, également géographe (1912-1988), doyen de la faculté des Lettres de Grenoble de 1963 à 1968, et directeur de l'Institut de Géographie alpine jusqu'au décès de son épouse. Germaine Veyret-Verner est reconnue comme étant indissociable de toutes les réalisations associées aux mandats de son mari (construction de l'IGA, du campus de Saint-Martin d'Hères, rayonnement de la RGA),, ayant apporté « le sens de l'organisation et de l'initiative qui leur a permis de mener à terme de grandes réalisations, cet art de la relation publique qui a tant contribué au rayonnement de la géographie grenobloise ».
Atteinte d'une affection cardiaque, elle meurt à 59 ans. Elle est enterrée au cimetière de Saint-Thibaut-de-Couz.

## Publications principales
- L'industrie des Alpes françaises, étude géographique, Grenoble, Arthaud, 1948, 371 p.
- Population. Mouvements, structures, répartition, Grenoble, Arthaud, 1959, 266 p.
- Grenoble et ses Alpes...  (ill. Samivel), Grenoble, Arthaud, 1962, 298 p.
- Moyennes et petites villes des Alpes, Grenoble, Impr. Allier, 1964, 131 p.
- Au coeur de l'Europe, les Alpes, Paris, Flammarion, 1967, 548 p.
- Félix Germain, Paul Veyret et Germaine Veyret-Verner, Grenoble, capitale alpine, Grenoble, Arthaud, 1967, 247 p.
- Germaine Veyret-Verner et Paul Veyret, Les Grandes Alpes ensoleillées, Paris, Arthaud, 1970, 131 p.
- Germaine Veyret-Verner et Paul Veyret, Atlas et géographie des Alpes françaises, Genève-Paris, Famot - Flammarion, 1979, 316 p.

## Postérité
Dans le cadre du réaménagement urbain du quartier des Granges à Echirolles, inclus dans le projet GrandAlpe, une nouvelle rue est créée à partir de l’avenue des FTPF, entre la Rue de Lorraine et la Rocade de Grenoble. Elle porte le nom de Germaine Veyret-Verner. Le bureau d'études Artelia, spécialisé dans l’aménagement et la construction, dont un des outils majeurs est la cartographie, est installé au n°4 de cette rue.